# Pito catalán

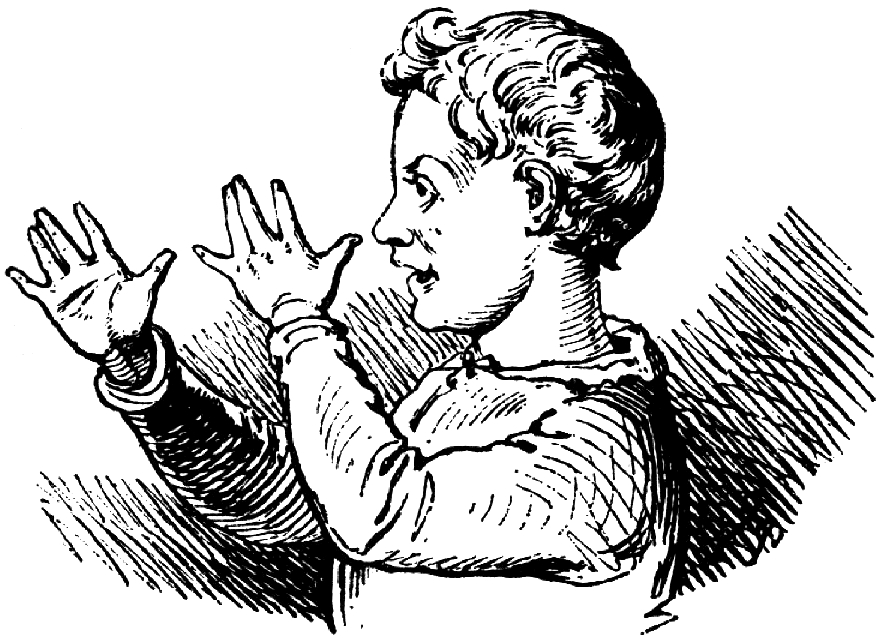
Pito catalán con las dos manos. Ilustración de Vilhelm Pedersen.

Pito catalán es el nombre que se da en Argentina y Uruguay al gesto de burla consistente en llevar el pulgar de la mano a la nariz mientras se agitan los otros dedos extendidos. También se puede hacer con las dos manos, uniendo el pulgar de la segunda con el meñique de la primera.
Por extensión, la expresión transitiva hacer(le) pito catalán significa burlarse. Por ejemplo: «El imputado le hizo pito catalán a la Justicia».
Según Alfred Delvau, «los niños de Pompeya» ya conocían este gesto, que parece tener un origen muy antiguo y ser de uso común en muchos países.
La expresión tiene su origen en el uso de este gesto por parte de inmigrantes catalanes en la región.